# Голова Фреда
«Голова Фреда» (фр. Blaise le blasé, англ. Fred's Head) — канадский мультсериал, созданный в 2008 году. Комедия, содержащая сцены подростковой жизни и её проблемы, такие как половое созревание, общение, любовь, школа и т. д. Состоит из 26 серий.

## Сюжет
«Голова Фреда» — сериал о захватывающей жизни подростка, опасающегося взрослого мира. В его приключениях масса эксцентричных персонажей тянут Фреда во всех направлениях, пытаясь помочь найти индивидуальность. Среди них психопатичный психолог, очень странный лучший друг, экзотическая леди, неподдающаяся его очарованию, модники и поклонник фильма ужасов…

## Озвучивание
- Mathew Mackay: Фред Лебланк
- Rick Jones: Грэгори-Гилберт Пировски/Мистер Пировски
- Laura Teasdale: Фабьен Леджер/Анетт Фриз-Драйт
- Danny Blanco-Hall: Бенджи Джон Хупер
- Jesse Vinet: Тамара Хартман
- Terrence Scammel: Анимон Воринот / Валтасар Фэйрчайлд / Нино О’Нейл
- Holly Gauthier-Frankel: Пенелопа Трахарт / Джоди Гудхарт
- Justin Bradley: Мэнни Эскобар
- Craig Francis: Жоан Шабо
- Ellen David: Кэрол Лебланк
- Mark Camacho: Пол Лебланк
- Sonja Ball: Бун-Ми Лебланк / Мадам Баттерфляй
- A.J. Anderson: ТВ диктор
- Taylor Baruchel: Фанни Коттон
- Richard Dumont: Тео Стерджен
- Thor Bishopric: Трой Филипс
- Pauline Little: Миссис Пировски
- Al Goulem: Мистер Джулиан
- Maria Bircher: Виона Вула
- Danny Brochu: Валфред / Рудольф
- Pierre Lenoir: Доктор Хартман
- Martin Watier: Уильям Интенс

## Персонажи

### Семья Лебланк
- Фред Лебланк — 16-летний подросток, который живёт в квартире вместе со своей семьёй. Он учится в Санкт-Джудской средней школе и имеет много друзей. Он имеет большое воображение и всегда саркастически мыслит в любой ситуации. Он добился определённых любовных интересов, главным из которых является Анетт Фриз-Драйт, однако он также имел несколько реальных партнёров: Фанни Коттон и Тамара Хартман. Его лучший друг Грегори-Гилберт или Джи-Джи. Фред всегда выглядит недовольным, и это заставляет психолога Анимон Воринот везде следовать за ним, когда он идёт в школу. Кроме того, он проявил мужество в некоторых моментах. Он любит иногда помочь людям и может сделать всё, для того чтобы помочь другу. Как и многие подростки, он иногда сердится на родителей, которые иногда считают его незрелым и изнеженным. Он работал в определённых рабочих местах, один раз в Клоунском магазине, принадлежащем семье Пировски, а в последнее время в кафе. Он владеет коллекцией бесполезных предметов, которая включает в себя зелёную дверь, камень (предлагаемый Джи-Джи), карликовые уши, и Фред уже пытался добавить телефон-радио-бритву к этой коллекции. Фред ненавидит вечеринки, хотя организовал две из них: Розовую вечеринку у Фабьен и вечеринку на Хэллоуин, каждая прошла ужасно. Он не любит Рождество. В конце каждого эпизода, он рассказывает цитату с ссылкой на обзор эпизода. Его главные намеки «Moldy» — «Отстой» или «Засада» и «I think not» — «Я думаю нет». В конце последней серии, он, наконец, рассказывает о своей любви к Анетт.
- Кэрол Лебланк — мать Фреда. Как мать, она часто даёт Фреду всевозможные советы. Она долго работала для пожилых людей и заботилась о Мадам Баттерфляй, пожилой соседке семьи Лебланк. Она всё ещё мать, и считается второй матерью для Грэгори-Гилберта Перовски. Кроме того, она создала множество традиций на Рождество. К ним относятся ежегодные индейки, уши эльфа и украшения на ёлку сделанные своими руками. Её сестра Моник. Как типичная мать, она также имеет тенденцию делать слишком многое для её сыновей, и Пол всегда напоминает ей об этом.
- Пол Лебланк — отец Фреда. В отличие от жены, он позволяет Фреду быть самому по себе. Кэрол всегда говорит, что Пол дал Фреду слишком твёрдую оболочку от реальных проблем. Его раздражает «зверь» (их домашнее животное). Когда он простудился, Кэрол лечила его. Он также очень умный, как показано на веб-сайтах. Типичный отец.
- Бун-Ми Лебланк — младший брат Фреда, который был усыновлён в Таиланде. Он проводит много времени с Кэрол и Полом. В предыдущих эпизодах, он мог только плакать и хихикать. Теперь он может говорить много слов. Он может назвать Фреда по имени (произносится как «Hed») и Мадам Баттерфляй.
- Зверь — ориентальный короткошёрстный кот. Психопатический, и, конечно, сумасшедший кот. Показано, что он агрессивно реагирует на людей, например, на бездомного человека, Джи-Джи, Пенелопу и тётю Моник. Кроме того, он любит метить свои территории.
- Тётя Моник — сестра Кэрол. Оптимистичная и высоко ценит фэн-шуй. Она всегда чувствует себя виноватой, если Фред недоволен. В специальном рождественском выпуске, она встречает бездомного человека, которого Фред привёл домой на семейный праздник. Казалось, они похожи друг на друга. Моник любит пустое пространство. Тётя Моник не живёт с семьёй, но на самом деле любит часто посещать её.
- Мадам Баттерфляй — японская соседка семьи Лебланк. Она как бабушка Фреду. Её покойный муж был актёром театра Кабуки, часто играл там женщин. Она находится в преклонном возрасте, и, конечно, страдает от болезни Альцгеймера. Она часто забывает о собственной квартире и практически живёт в семье Лебланк. Она добрая часть семьи, так как зверь никогда не царапает её платье и не кусается. Она части цитирует японские пословицы, вроде «старые ноги не знают пути, а молодые ноги теряются в пути». Она также следует многим традициям фэн-шуй, одна из которых «нет обуви на полу». Кэрол заботится о ней. Кроме того, она верит в спиритизм и пытается поговорить с мёртвым мужем.

### Подростки
- Грэгори-Гилберт Перовски (или Джи-Джи) — «официальный» лучший друг Фреда, который учится в Санкт-Джудской средней школе. Судя по фамилии, его семья происходит из Польши. Джи-Джи имеет странный характер, уникальный внешний вид и высокий словарный запас. Круглые глаза и живот, странные причёски, большие зубы, он легко узнаваем. Джи-Джи постоянно мечтает о своём будущем, которое он рассказывает во всех сериях: брак, имея кто знает, сколько детей, разведение лабрадоров, владение центральной вакуумной системой, коттедж, и многое другое. Его старый голубой автомобиль довольно старый. Он уже врезался в дерево, телефонную будку, и хирургии клиники. Он работает в Клоунском магазине, принадлежащем его семье от мёртвого дяди Лазло, тело которого находится под прилавком в магазине. Для Фреда он был уверен, что Фанни Коттон может заменить Анетт. Для Джи-Джи Кэрол Лебланк, как вторая мать. Он выиграл белье президента в школе. На Хэллоуин, он выдавал себя за Фреда и скопировал его намёки. Джи-Джи влюбился в 4 девочки: Фатима, двоюродная сестра Фабьен, Клементина, недовольная девушка Софи Гудхарт, сестра Джоди, и, наконец Беатрис, с которой он встретился в пятом эпизоде. Поскольку ни одна из них не любит работать, он по-прежнему один и отчаянно ищет девушку своей мечты, ту, которая поможет ему получить всё, о чём он мечтает всю жизнь.
- Фабьен Леджер — является фанаткой фильмов ужасов, которая учится в Санкт-Джудской средней школе. Она живёт со своими родителями, которых никогда не бывает дома. Иногда вспылив, она мечтает сделать кровавые горы фильмов ужасов. Циничная к смертной казни, она также является независимой анархисткой. Она ненавидит трио: Пенелопа, Тамара и Джоди. Поэтому она постоянно смеётся над ними. Пенелопа Трахарт капает ей на нервы очень часто. Она однажды намекнула, что у неё были отношения с Фредом, и что у них первый поцелуй был вместе. Она также намекнул на ту же шутку, что она лесбиянка, что-то прояснится в следующих эпизодах сезона. Она была с коричневыми волосами, а потом перекрасила цвет на красный. Её родителям никогда не требуется время для неё, чтобы они помогли ей. Она ненавидит все праздники, потому что она не проводит время с семьёй. Она обнаруживает в себе, что у неё аллергия на латекс, в эпизоде «So Long Worrynaut». Фабьен имеет одну двоюродную сестру Фатиму, у которой были романтические отношения с Джи-Джи за короткий период времени.
- Анетт Фриз-Драйт — таинственная и загадочная девушка. Анетт — это тайная любовь Фреда и лучшая подруга Фабьен. Она с чёрными, как смоль волосами, пронзительными глазами и королевскими манерами. В её гардеробе есть определённое готическое влияние. Она страстно любит творчество, и часто видя картину подвергала её абстрактной части или автопортрету. Так как она не очень выразительна в общении, она не замечает привлечения Фреда для неё. У них было несколько интересных встреч, но в целом они оказывались несколько катастрофическими. Папа Анетт является послом, а её мама экс-звезда Болливуда. Она живёт в особняке в верхнем классе части города, а иногда видели, как она ездит в школу на лимузине. Каждый раз, когда Фред пытается помочь ей или выражает свои чувства, что-то пойдёт не так и Анетт сердится. У неё были известные отношения с Уильямом Интенсом, художником-концептуалистом с розовыми волосами. Но она порвала с ним после того, как он изменил ей с Джоди Гудхарт. В самом последнем эпизоде, в конце концов, Фред, заявляет о своей любви к Анетт, и они заканчивают сериал поцелуем.
- Бенджи Джон Хупер — друг Фреда с детства. Учится в Санкт-Джудской средней школе. Бенджи имеет накаченные мышцы, но Фред мог побить его, когда они были маленькие. Его подруга, Пенелопа. Он любит, показывать свои большие мышцы. Он также является частью школьной баскетбольной команды. Он сильно любит Пенелопу, и даёт ей множество мелких прозвищ. Кроме того, он выполняет все её желания, это может быть гигантский подарок или просто поход в кафе. Бенджи любит, чтобы всё было «проще» и считает, что Фред всегда делает всё, очень сложно. Бенджи живёт со своей мамой в том же здании, где и семья Фреда.
- Пенелопа Трахарт — лидер трио: Пенелопа, Джоди и Тамара. Пенелопа очень глупая и самая наивная. Реальная дурочка. Она полностью влюблена в «Бенджи-Пу», и всегда старается найти Фреду девушку. Она всегда хочет быть красивой, но часто оскорбляет людей, не осознавая этого. Она живёт со своей мамой и её отчимом. Пенелопа также одержима мыслью о том, кто такой Панук, парень или девушка.
- Тамара Хартман — часть трио: Пенелопа, Джоди и Тамара. Тамара застенчивая. Она работает в кафе, где все подростки проводят много времени. Её отец, доктор Хартман. На протяжении серии, стало ясно, что Тамара влюблена во Фреда. Позже в этой серии, Фред работает с Тамарой в кафе, где они испытывают взаимное притяжение. Их отношения продолжались в течение четырёх эпизодов, но вскоре, Фреду приходится выбирать между Тамарой и его тайной любовью Анетт. В одном из эпизодов, в больнице Фред пишет письмо Тамаре, в котором рассказывает ей о своих чувствах к Анетт. В следующем эпизоде Тамара из-за горя решает изменить свой внешний вид, однако, в последнем эпизоде мы не видели её в новом образе.
- Джоди Гудхарт — имеет скверный характер. Джоди тоже часть трио. Она часто завидует Пенелопе, которая ходит с горячим парнем в школе. Она также завидовала Тамаре, которая была влюблена во Фреда в четырёх эпизодах. Джоди живёт с отцом и сестрой Софи, которая выглядит как поклонница рока.
- Соя Грин — Она одна из студентов с самой большой экологической совестью в Санкт-Джудс. Она всегда готова протестовать, устраивает демонстрации, лекции. Поэтому она стремится накапать на нервы некоторым студентам, в частности, Фабьен. Она когда-то организовала акцию протеста против реформы Анимон Воринот за «счастливую жизнь» в школе. Используя свой богатый опыт журналистки, Сои также помогла Фреду устроить ловушку для жадного инспектора здравоохранения, который хотел закрыть Клоунский магазин семьи Перовски. С тех пор она не появилась.
- Нино О’Нейл — этот парень ходит в скафандре, потому что у него аллергия абсолютно на всё, что находится в животном и растительном мире, в том числе на полезные ископаемые. В Санкт-Джудс, он является отвергнутой личностью. Он имеет небольшие проблемы с друзьями, потому что он быстро становится очень агрессивным. Одна из его целей в жизни, чтобы, наконец, поцеловать девушку в губы. Он почти никогда не говорит. Однажды он стал другом Фреда, хотя Джи-Джи ревновал его.
- Панук Титук — загадка школы. Длинноволосый, тихий и вежливый подросток. Одна из целей студентов в Санкт-Джудс (особенно Пенелопы) является выяснить, Панук на самом деле парень или девушка. Для большинства людей, она может пойти в любую сторону, но Пенелопа убеждена, что он\она девушка. «Оно» может быть мальчик, поскольку «оно» никогда не красится, и у неё нет груди, но «это» может быть девушка, поскольку «оно» никогда не пукает и собирает волосы в хвостик. Если кто-нибудь спрашивает его/её, мальчик «оно» или девочка, он(а) отвечает то, что может быть и у девушки, и у парня. В ходе 15 эпизода, Марго (любовный интерес Фреда этого эпизода) начинает встречаться с Панук.
- Фанни Коттон — хотя Фред был влюблён в Анетт в течение длительного периода, Фанни первая подруга Фреда. Она красивая, с рыжими волосами. Она одержима своими волосами, и всё время их расчёсывает. Как дерево сбрасывает листья, она везде оставляет свои волосы. Фанни новая ученица школы Санкт-Джудс. Фанни поклонница Фреда, как только она положила на него глаз. При первой встречи, Фред защитил Фанни от разъярённого Клода, обезьяны учителя. Для неё это была любовь с первого взгляда. Для него это было началом дилеммы: продолжать усилия, чтобы приблизиться к Анетт, которая даже не замечает его присутствия, либо рискнуть с Фанни, которая красивая и выглядит довольно интересно. Фред выбрал второе, но позже пожалел об этом. Они разошлись через неделю, после Фанни стала совершенно сумасшедшая. Теперь её жизнь одержима мыслью, чтобы получить Фреда обратно, любыми возможными средствами. В одном из последних эпизодах , Фанни возвращается, приходя как белокурая медсестра, а Фред застрял в больнице. Она имеет новый зловещий план, как получить Фредди-Пу назад. Она решила сделать его непривлекательным для противоположного пола, и планирует заразить его C-Baldy бактерией, и его волосы выпадут. Но Фабьен входит в больничную палату к Фреду, и наступает ожесточённая борьба между двумя девочками. Фанни в итоге заражена страшной бактерией. Теперь лысая она помещена в психиатрическую больницу, но ей до сих пор кажется, что она может получить Фреда обратно, и ждёт, когда их пути снова пересекутся.
- Жоан Шабо — не очень умный и проводит всё время с Мэнни Эскобар. Как и его друг, он любит шалить, оскорблять Нино, кататься на скейтборде, и другие экстремальные виды спорта. Наряду с Мэнни, он разрушает экспонаты Анетт, они скатываются по школьной лестнице на скейтборде, и приезжают на «Розовую вечеринку» в масках. Фред и Бенджи играют вместе с ними в баскетбольной команде. Они бросают Нино в бассейн. Они также вызывали много неприятностей у Фреда, когда он работал консультантом в скейт-парке.
- Мэнни Эскобар — является лучшим другом Яхон Шабо. Подобно ему, он не умный, он любит, чтобы вокруг него были неприятности, и они всегда вместе, как братья. Фред даже удивляется, может у них одни мозги на двоих.
- Трой Филипс
- Кевин
- Софи Гудхарт
- Рудольф
- Фатима Леджер
- Уильям Интенс

### Персонал школы Санкт-Джудс
- Тео Стерджен
- Поки
- Анимон Воринот — школьный психолог, считает Фреда пессимистом. Следит за Фредом. В одной из серий узнаём, что у неё в квартире находятся его фотографии.
- Хопкинс (канарейка)
- Маша Вула
- Балтазар Фэрчайлд
- Клод (голая обезьяна)
- Рауф Кханду
- Пако Барьер
- Валфред

### Периодические и разовые персонажи
- Капитан Сплэндит
- Мистер Джулиан
- Зое Вотерс
- Николь
- Гиацинт Сильвестр
- Марго
- Беатриса
- Клементина

## Эпизоды

### Жизнь в розовом цвете
Фред одержим китайской головоломкой, которую ему дала Мадам Баттерфляй. Так как он играет в эту игру всю ночь напролёт, Анимон Воринот, школьный психолог, полагает, что поведение Фреда связано с симптомами депрессии. Поскольку Фред выглядит более чем когда-либо недовольным, она боится, что его позиция будет иметь последствия для всех его одноклассников. Тогда Анимон решает превратить школу в прекрасную и счастливую. Розовые стены, звуки китов… Чтобы ухудшить положение, Воринот говорит всей школе, что это вина Фреда. Все (даже мать) против него, и Фред должен найти способ вернуть школу к нормальной жизни, убедив Анимон.
Тем временем, Бальтазар, безрукий учитель наук, теряет свою любимую обезьяну Клод. Больше не способный выполнить его распорядок дня, Балтазар становится всё более подавленным, но никто, кажется, не беспокоится об этом, даже школьный психолог.

### Проходите, здесь не на что смотреть!
Фред соглашается сделать выставку картин для Анетт. Тем не менее, день и время Анетт выбрала неудачное, и никто не захотел прийти из-за передачи по телевидению. Таким образом, чтобы привести людей на выставку, Фред решил, сделать рекламу выставки. Конечно, когда люди заметили, что ничего нет, они начали бросаться красками.
В течение этого времени, у Фабьен проблемы с волосами, и она спросила Фреда, не покрасит ли он их обратно в красный цвет. Большая ошибка … теперь её волосы выглядят как будто у неё мозги из головы вытекли.
Джи-Джи становится всё более и более заинтересованным в показе несчастного случая. Когда его родители стараются исправить антенну, чтобы увидеть себя по телевизору, отец Джи-Джи становится суперзвездой показа.

### Воплощение радости
Когда Тётя Моник приносит гнома из России, как подарок Фреду, его отношение приводит Тётю Моник, думающая что Фреду это не понравилось. Обращая внимания на его выражение лица, он решает выучиться выражать свои чувства. Он находится в классе с Анетт и актёром Капитаном Сплэндидом, как их учитель. После нескольких уроков, Фред лучше выражает свои чувства … пока он не соглашается появиться в рекламе.
В это время, Джи-Джи пытается найти подарок в честь них для дня рождения дружбы. Однако, всё что он находит, фактически бесполезно (или Фред, уже имеет это, или это глупо).

### Дорагая мадам Баттерфляй
В коридоре школы Фред получает удар по голове и попадает в медкабинет. Оставшись в нём один, он берёт дело Панук, но его застукивает Анимон, которая в виде наказания даёт ему общественную работу, а именно, помогать пожилому одинокому человеку — мадам Баттерфляй. Так как мать Фреда и так ей помогает, он ожидает, что ему ничего делать не надо. Но у неё оказываются свои планы на неделю, и ему приходиться приглядывать за неугомонной старушкой, а ведь ещё надо помогать Анетт рисовать фреску…

### Работа-это работа
В этой серии Фред на время каникул, не зная, чем заняться, устраивается на работу в магазин семьи Перовских, но из-за халатности Фреда, происходит порча огромной партии мяса. Но масла в огонь подливает ещё и внезапно появившийся санинспектор, предлагая Фреду дать ему взятку взамен на молчание… А тут ещё и внезапная любовь Джи-Джи.

### Жизнь-это дорога
Плач Бууноми, крик кота, футбольный сезон отца, разговоры матери, назойливая мадам Баттерфляй — Фред больше не может терпеть такую обстановку и хочет отправиться в поход с Джи-Джи, Бенджи и Фабьен, вот только его семья навязывается с ними, а у Бенджи пищевое расстройство и вместо него поедет Пенелопа. Во время поездки в кемпинг, машина с Фредом отстаёт от машины его родителей и они теряются. Фред ощущает свободу от матери и не сильно пытается её найти, но тут он попадает в весьма неприятную ситуацию… 

А в это время Кэрол начинает разыскивать своё солнышко, привлекая целые отряды полицийских и даже вертолёт.

### Нашествие грызунов
Как поведёт себя природа, никогда не предугадаешь… Да ещё обряд посвящения в баскетбольную команду сильно отягощяют жизнь Фреду… Но повреждения трубопровода заставляют Администрацию города уничтожить деревья, которые мешают прокладке водопровода, и тут белки, лишённые крова, берут власть в свои руки и штурмуют Сэнт-Джудс… И всё было бы ничего, если бы Фред не забыл бы фотографию Анетт в купальнике в спортзале…

### Прощай Воринот
Фред устраивает вечеринку по случаю Хэллоуина. Перед началом вечеринки Фред слышит визг покрышек и видит, как скорая помощь увозит Анимон в больницу. После этого он ожидает, когда придут Фабьен с Анетт, завершает подготовку вечеринки, но тут ему начинает повсюду мерещиться Анимон…
В этой серии Нино впервые поцелует женщину.

### Осколки сердца
Фотография двоюродной сестры Фабьен сильно заинтересовывает Джи-Джи, и чтобы их встреча не казалась на подстроенную, Фред, взамен на розовый наряд, уговаривает Фабьен устроить вечеринку, хоть они этого не любят… Надеясь, что Анетт придёт, Фред с превеликим ожиданием ждёт её, однако её спутник ломает все планы Фреда… Да тут ещё и внезапное опьянение мешает ему трезво мыслить…

### На один рыжий волосок от любви
Никогда не знаешь, где любовь нагрянет… Но в школу Сэнт-Джудс пришла новая ученица, Фанни, которая влюбляется во Фреда с первого взгляда… С её предложения Фред и Фанни начинают встречаться, но вскоре он поймёт, что за человек скрывается за лицом столь красивой девушки…

### Не лучшие отношения
В комнате Фреда страшный бардак и, Джи-Джи, чтобы помочь Кэрол, говорит Фреду, что Анетт хочет перенести свои картины в его комнату. Когда Фред узнаёт, что Джи-Джи его обманул, у них начинается ссора. Фабьен пытается их примирить, но она не знает настоящей причины ссоры из-за того, что Джи-Джи решил не выдавать тайну Фреда о его любви к Анетт и поэтому выдумал ложную причину ссоры.
В это время Пенелопа под предлогом статьи для школьной газеты пытается выяснить пол Панук.

### Фред ТВ
Мир сошёл с ума! Вся школа думает, что Фред — гей, а полиция забирает его родителей в тюрьму. И всё из-за того, что Фред снялся в нескольких сериях нового реалити-шоу «Вселенная подростка», продюсер которого — Зое Вотерс, решила монтажом изменить скучную жизнь Фреда.

### Приятный сюрприз
Финал сериала: Скоро 16-летие Фреда. Фабьен, Джи-Джи, Пенелопа и Бенджи организовали вечеринку втайне от него. Когда они поехали выбирать ему подарок за город,Фред говорит, что ненавидит вечеринки-сюрпризы особенно на его день рождения, поэтому Фабьен и Джи-Джи решают отменить праздник, но Пенелопа не берёт трубку. Тогда Джи-Джи подстраивает аварию и их машина попадает в болото. В результате игры Фабьен рассказывает Фреду про сюрприз, а Джи-Джи рассказывает Фабьен о том, что Фред любит Анетт. Фабьен рассказывает Фреду, что Анетт тоже нравится Фред. Когда приезжает эвакуатор, и они приходят к Фабьен на вечеринку, то никого уже не оказывается дома, но Анетт была там. Фред признаётся в любви Анетт, и они заканчивают сериал поцелуем.

## Награды

### ACTRA награды Монреаль
- (2008) Rick Jones (голос Грэгори-Гилберт Перовски) Победитель с выдающимся голосом

### Gala des prix Gémeaux (Quebec’s Geminy/Emmy Awards — Canada)
- (2008): Победитель «Лучший анимационный сериал»

## Номинации

### ACTRA награды Монреаль
- (2008) Mathew Mackay (голос Фреда Лебланка) в номинации за выдающийся голос
- (2008) Holly Gauthier-Frankel (голос Пенелопы Трахарт) в номинации за выдающийся голос

### Gala des prix Gémeaux (Quebec’s Geminy/Emmy Awards — Canada)
- (2008): Лучший сценарий для молодой аудитории (Эпизод 4: «Дорогая Мадам Баттерфляй». Писатели: Manon Berthelet и Mughette Berthelet).
- (2008): Лучший (веб-сайт) для сериалов.

### Международный фестиваль анимации в Аннеси (Франция)
- (2008): Официальный выбор — лучший сериал

### Мультфильм на залив: Награды Пульчинелла (Италия)
- (2008): Официальный выбор — «сериал для всех возрастов»